# Кречетович Йосип Павлович
Йо́сиф Кречето́вич (29  січня 1873, село Хабовичі, Кобринський повіт, Гродненська губернія — 12 червня 1933, Сімферополь, АР Крим, Україна) — ректор Оренбурзької, Вітебської та Катеринославської духовних семінарій, єпископ на кафедрах України, противник автокефалії Української синодальної церкви. ІІІ Білоруським Собором обраний митрополитом всія Білорусі.

## Біографія
Народився 29 грудня 1873 році в селі Хабовичі Болотської волості Кобринськиого повіту, Гродненської губернії  в родині псаломщика .
У 1887 році закінчив Жировицьке духовне училище . У 1893 році закінчив Віленську духовну семінарію і вступив до Московської духовної академії, яку закінчив у 1897 році зі ступенем кандидата богослов'я .
Був одружений з донькою протоієрея Ярославської єпархії Єлизаветою Олександрівною Ярославською; мав сина Бориса і двох доньок — Піаму і Галину.
8 серпня 1897 року призначений інспектором класів Оренбурзького єпархіального жіночого училища і прослужив на цій посаді до листопада 1902 року. З 1904 року викладач Саратовської духовної семінарії.
Як зазначав він сам: «За п'ять років моєї першої служби я глибоко зріднився з населенням Оренбурга. Увага виразилася, між іншим, в обранні мене почесним членом Оренбурзького комітету піклування народною тверезістю, яким я перебуваю і досі … Весь час свого життя поза Оренбургом я підтримував з ним найживіше спілкування. Шляхом довгих архівних досліджень за час свого перебування поза Оренбургом я уклав, виданий Імператорським товариством історії і старожитностей російських при Московському університеті працю, яку вітала преса різного спрямування — „Селянська реформа в Оренбурзькому краї“ (том I). Для видання другого тому мені необхідно було знову звернутися до вивчення місцевих архівів, і я з цією метою з'явився в Оренбурзі 1 серпня 1911 р. Звісно, я приїхав до Оренбурга не як ректор Оренбурзької духовної семінарії, а як викладач Саратовської семінарії. Але приїхав я саме для вивчення однієї з найважливіших сторін життя Оренбурзького краю і тим, отже, для ще більшого закріплення свого зв'язку з краєм. Під час свого перебування в Оренбурзі я не закінчив своєї наукової роботи тільки тому, що отримав з Санкт-Петербурга вірне повідомлення про моє переведення до Оренбургу, що мало відбутися на днях. Я поспішив, тому, 8 серпня в день свого призначення виїхати за родиною, щоб устигнути до нового навчального року з'явитися на місці служби».
У 1911-1915 роки — ректор Оренбурзької духовної семінарії, почесний член Оренбурзької ученої архівної комісії.
Займався історією місцевого краю періоду підготовки і проведення селянської реформи 1861 року . З підготовленої ним великої монографії опубліковано перший том — «Селянська реформа в Оренбурзькому краї (підготовка реформи)». М. 1911 р.
Ухвалою Святійшого Синоду № 1478 від 23 — 25 лютого 1915 був призначений ректором Катеринославської Духовної семінарії ; ухвалою від 18 листопада 1917 переміщений на посаду ректора Вітебської Духовної семінарії. Був священиком села Ромашки (нині Рокитнянського району, Київської області).
У 1922-1923 роки ухилився в обновленство.
20 червня 1923 року, будучи в шлюбі, хіротонізований на єпископа Уманського, вікарія Київської єпархії .
З 11 січня 1924 року — єпископ Ізюмський, вікарій Харківської єпархії.
16 вересня 1924 возведений у сан архієпископа і призначений архієпископом Полтавським і Прилуцьким.
Підтримував українізацію Церкви на Україні.
Виступав з доповіддю про автокефалію на «Всеукраїнському передсоборному нараді», що проходила з 11 по 15 листопада 1924 року в Харкові. За його словами, перший Всеукраїнський Собор, що не допустив відділення Української синодальної церкви, приніс розбрат. Митрополити Антоній Храповицький , Михайло Єрмаков, Патріарх Тихон, на його думку, — противники автокефалії і тому найлютіші вороги Української Церкви. Сподівання українського народу знайшли вираження, коли була проголошена автокефалія, яку, в принципі, готовий був визнати Другий обновленський всеросійський собор і визнала Передсоборна нарада у Москві. Інша доповідь архіепископа Йосифа була присвячена боротьбі з православною Церквою, або, як він називав її, «тихоновщиною» .
27 січня 1925 року ввійшов до складу Всеросійського з'їзду Пленуму обновленського Священного Синоду.
У травні 1925 року учасник 2-го Всеукраїнського помісного собору. Був присутній у жовтні того ж 1925 року на другому обновленському Всеросійському Соборі з вирішальним голосом і виголосив промову на ньому.
У травні-червні 1926 року учасник 3-го Білоруського церковного собору. У 1926 році обраний делегатом на майбутній Вселенський Собор від Білоруської Церкви.
З 2 червня 1926 року — митрополит Білоруський, згідно з обранням III Білоруського Собору.
З 22 березня 1928 року — митрополит Кримський. Прибув до Сімферополя 11 липня 1928 року .
У вересні 1929 митрополит Йосиф Кречетович був заарештований органами ГПУ за політичним доносом громади Олександро-Невського кафедрального кафедрального собору Сімферополя за «антирадянську пропаганду» .
У 1929 року призначений митрополитом Вятським і Слобідським. Призначення не прийняв .
17 вересня 1929 року був заарештований. 29 листопада того ж року постановою Особливої наради при колегії ОГПУ засуджений до трьох років концтабору. Етапований до Бутирської в'язниці. 1 грудня того ж року покарання змінено на 3 роки тюремного ув'язнення. Етапований в Ярославський політізолятор .
15 червня 1932 року постановою Особливої наради при колегії ОГПУ звільнений з дозволом вільного проживання на всій території СРСР .
Помер 12 червня 1933 року в Сімферополі. Похований на Всесвятському цвинтарі в Сімферополі.

## Твори
- «Історичний нарис Кунчеровської однокласної церковно-парафіяльної школи» (1908, рукопис)
- «Селянська реформа в Оренбурзькому краї (підготовка реформи)». М. 1911 р [Архівовано 29 січня 2019 у Wayback Machine.]
- Записки про значення народної освіти, про поведінку священиків, служителів церкви, ченців (рукопис).
- Записка Ю. Ф. Самаріна з примітками Кречетовича з питання зниження оброку і відведення селянам землі (1915 р.)
- Листування з дружиною, дітьми та іншими особами (1904—1924)
- Доповідь про майбутній Вселенський Собор і про істор. і канон. підстави автокефалії Української Церкви. // «Церковне Оновлення» 1925 р № 9, с. 75.